# ماری کوچار
ماری هراچیایی کوچار (ارمنی: Մերի Հրաչյայի Քոչար؛ انگلیسی: Mary Kochar؛ ۹ سپتامبر ۱۹۳۶ - ۱۹۹۴) خاورشناس اهل ارمنستان بود.

## زندگی‌نامه
وی در ۹ سپتامبر ۱۹۳۶ در ایروان به دنیا آمد وی دختر هراچیا کوچار بود. از دانشگاه دولتی مسکو فارغ‌التحصیل گشت  وی در ۱۹۹۴ در سن ۵۸ سالگی در ایروان درگذشت.

## یادداشت
1. ↑  Institute of Oriental Studies NAS RA